# Máriapócs
Máriapócs [máriapóč] (ukrajinsky Маріапоч, Марія-Повч, Mariapoč, Marija-Povč) je město ve východním Maďarsku v župě Szabolcs-Szatmár-Bereg, spadající pod okres Nyírbátor.

## Situace
Nachází se asi 23 km jihovýchodně od Nyíregyházy. V roce 2015 zde žilo 2 153 obyvatel. Podle údajů z roku 2001 zde bylo 96 % obyvatel maďarské a 4 % romské národnosti. Nejbližšími městy jsou Baktalórántháza, Nagykálló a Nyírbátor. Blízko jsou též obce Kállósemjén, Kisléta, Nyírgyulaj, Ófehértó a Pócspetri.
Máriapócs je významným poutním místem pro řecké katolíky.

## Historie

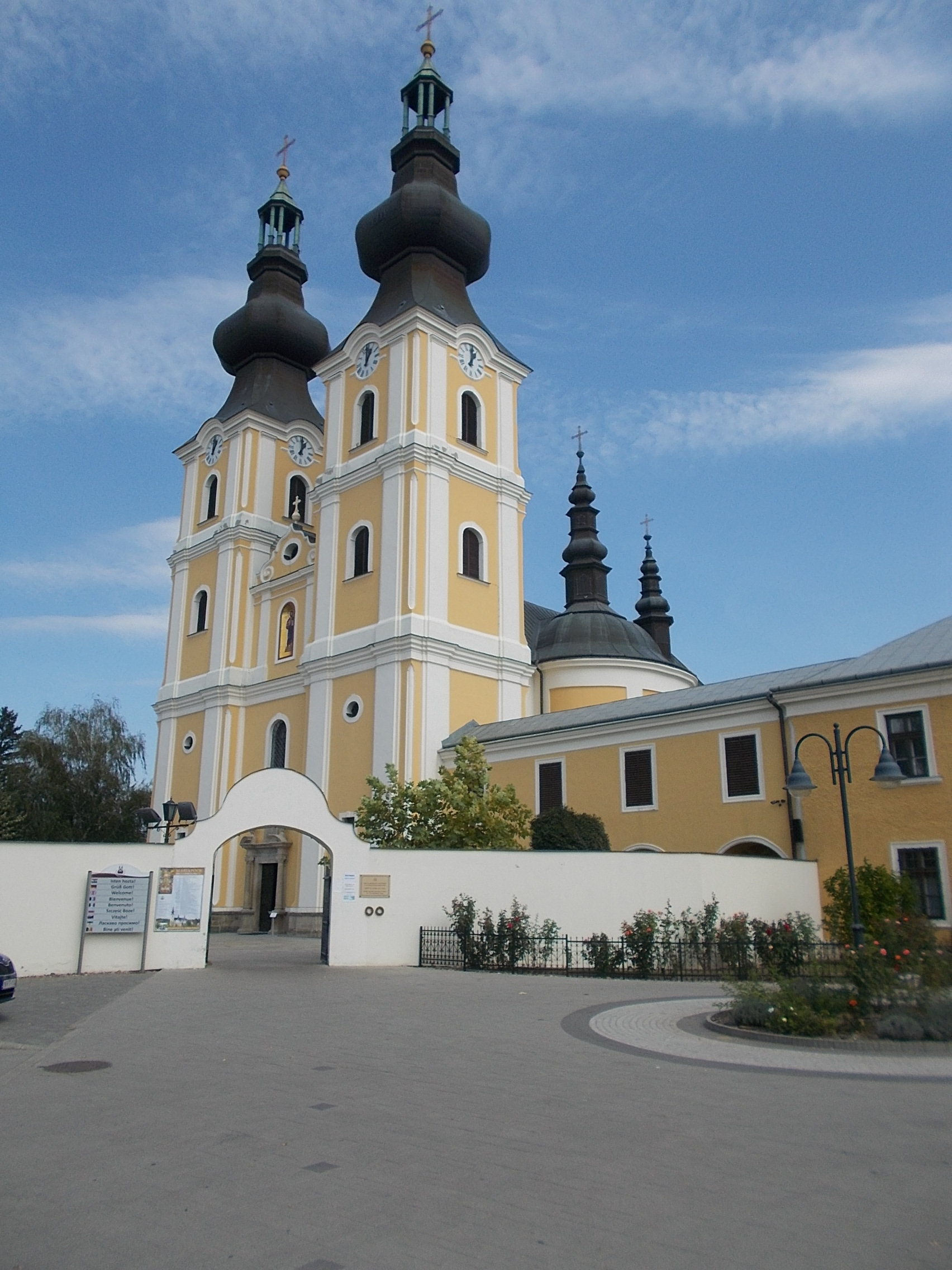
Bazilika s monastýrem

Místní název Pócs znamená zdrobnělinu maďarského jména Pál (Pavel). Lokalita je středověkého původu, poprvé se písemně připomíná k roku 1280, kdy se příslušníci rodiny Hontpázmány soudili o vlastnické právo; patřila k prvním osadám v kraji. Kolem roku 1654 náležela ke hradu Ecsedi a kolem roku 1600 rodině Báthoryů a po ní Rákoczyům. Předpona jména Marie byla připojena v 18. století.
V roce 1724 část panství vlastnili hrabě Sándor Károlyi (který se podílel na financování stavby baziliky) a rodina Szennyeiů. Hlavní rozkvět nastal v letech 1816-1872, kdy měla Máriapócs statut tržního města s právem pořádat veletrhy.
V roce 1993 osada získala zpět status města.

## Bazilika

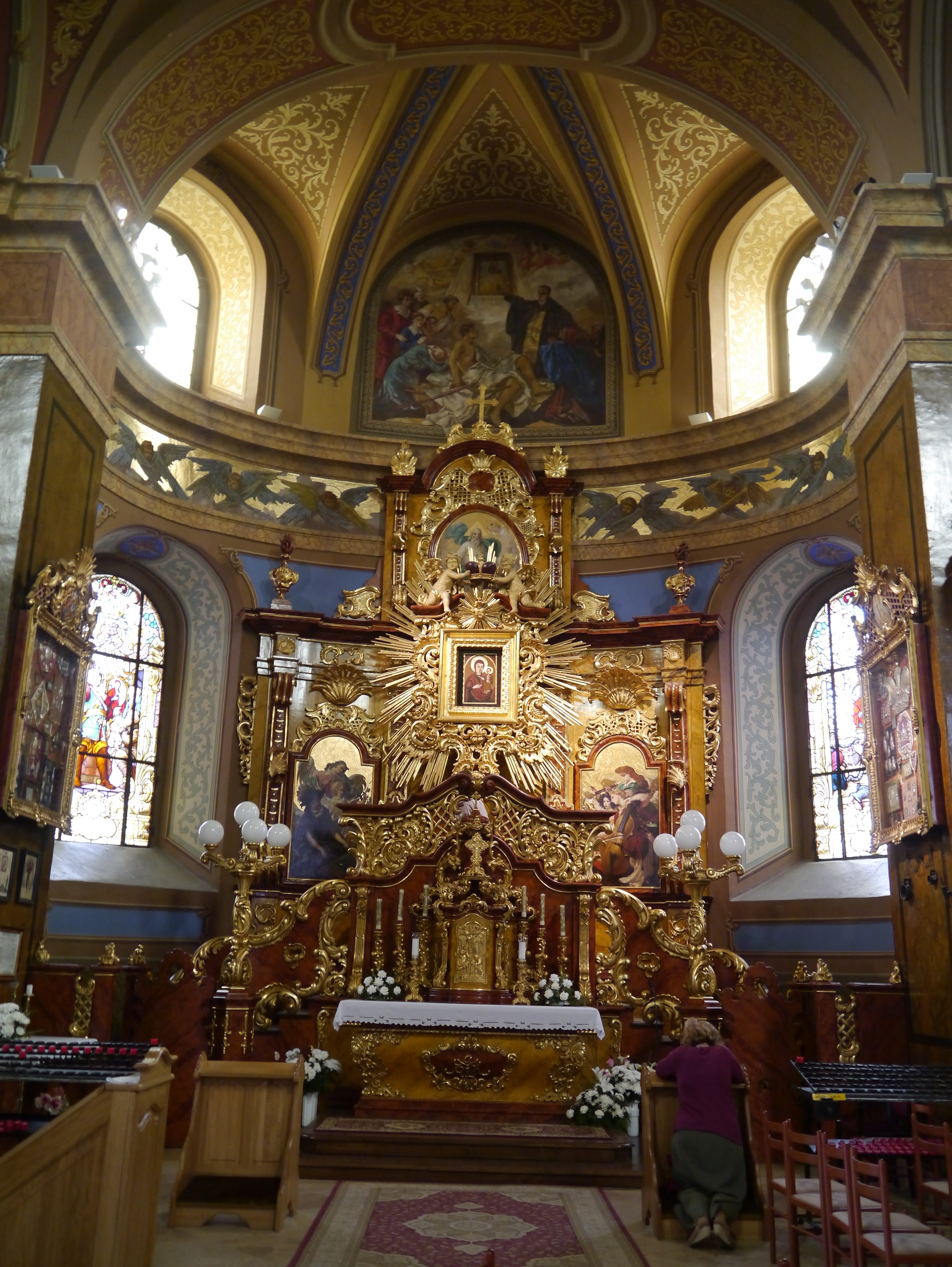
Oltář s poutní ikonou v kapli baziliky

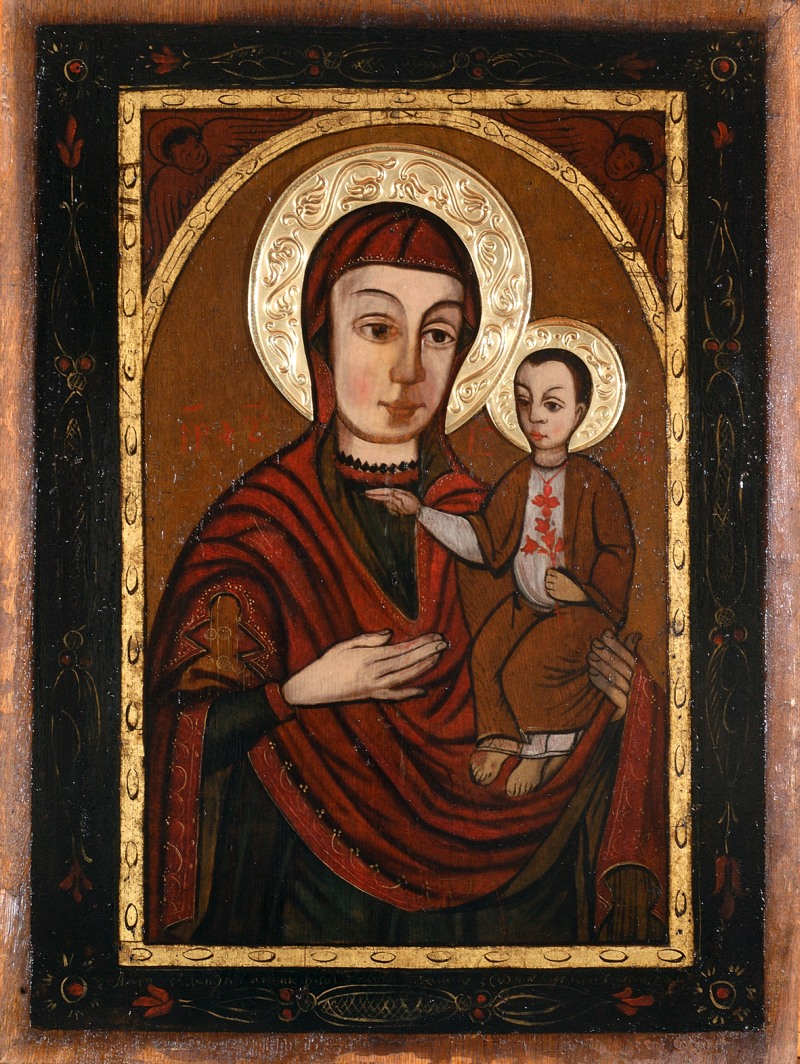
Originál ikony Panny Marie z baziliky v Máriapócsu ve Vídni

- Bazilika archanděla Michaela je dvouvěžová trojlodní pozdně barokní stavba řeckokatolického chrámu, vybudovaná v letech 1731-1749 na mariánském poutním místě; její severní boční kaple je zasvěcena Sedmibolestné Panně Marie Pócské. V ní je uctívána kopie milostné ikony Panny Marie s Ježíškem, držícím snítku květin
- Ikonu údajně v roce 1676 namaloval Ištván Papp pro Lászla Csigriho, který měl obraz věnovat jako ex voto za svou záchranu z tureckého zajetí. Csigri však na nákup madony neměl dost peněz, proto obraz zakoupil Lászlo Hurta avěnoval jej místnímu dřevěnému kostelu. Počátky kultu byly jsou spojovány se 14. listopadem roku 1696, kdy se na ikoně měly objevit kapky, považované za její slzy. Tento jev se opakoval vícekrát, byl pozorován mnoha lidmi a zapsán knězem. Modlitbám před ikonou se připisovala zásluha za vítězství vojska princem Evžena Savojského na Turky v bitvě u Zenty, 11. září 1697. Na příkaz císaře Leopolda I. byl zázračný obraz přenesen do Svatoštěpánského dómu ve Vídni, kde se Panna Maria z Pócsu (německy: Maria Pötsch, Maria Pócs) stala patronkou hlavního města. Obyvatelé Pócsu marně apelovali na navrácení obrazu, museli se spokojit s jednodušší kopií z roku 1707, která se proslavila také svými zázraky. Proto byl název obce změněn na Máriapócs. V roce 1731 se o svatyni začali starat mniší baziliáni a byla zahájena stavba barokního zděného kostela, vysvěcena v roce 1749 a dokončena v roce 1756.

Až do rozpadu Rakouska-Uherska sem putovalo mnoho poutníků ze Slovenska, z Podkarpatské Rusi i z Ukrajiny.
V roce 1948 papež Pius XII. kostel prohlásil za baziliku minor.
18. srpna 1991 II. navštívil Máriapócs papež Jan Pavel II. Sloužil zde mši východního obřadu v maďarštině za přítomnosti 150 000 věřících pod širým nebem u oltáře postaveného k tomu účelu vedle kostela. Do nástavce oltáře byla vsazena mozaika poutní Panny Marie Pócské.
- Monastýr řádu svatého Basila Velikého je součástí sakrálního okrsku baziliky. Byl stavěn od roku 1749 do 50. let 18. století a sloužil jako kulturní a vzdělávací centrum řeckých katolíků téměř dvě století, školili se zde také učitelé. V roce 1915 se sem stáhli mniši z monastýru Sestoupení Ducha svatého z Krásného Brodu, který byl zničen během 1. světové války. Po roce 1958 byli mniši vyhnáni.

- Římskokatolický kostel, menší jednolodní stavba středověkého původu, sloužil jako hřbitovní.